# Chronologie de l'invasion de l'Ukraine par la Russie (décembre 2023)
Pour un article plus général, voir Invasion de l'Ukraine par la Russie.
Cet article fait partie de la chronologie de l'invasion de l'Ukraine par la Russie et présente une chronologie des événements clés de ce conflit durant le mois de décembre 2023.
Pour les événements précédents, voir Chronologie de l'invasion de l'Ukraine par la Russie (novembre 2023).
Pour les événements suivants, voir Chronologie de l'invasion de l'Ukraine par la Russie (janvier 2024).

## Chronologie des évènements

### 1erdécembre
Après avoir fait exploser un train, la journée précédente, dans le tunnel de Severomouïsk, obligeant les trains russes à emprunter un itinéraire alternatif, en passant par le pont du Diable (Bouriatie), le SBU affirme avoir fait exploser un autre train de carburant, sur la ligne de chemin de fer Baïkal-Amour,.

Pont du Diable
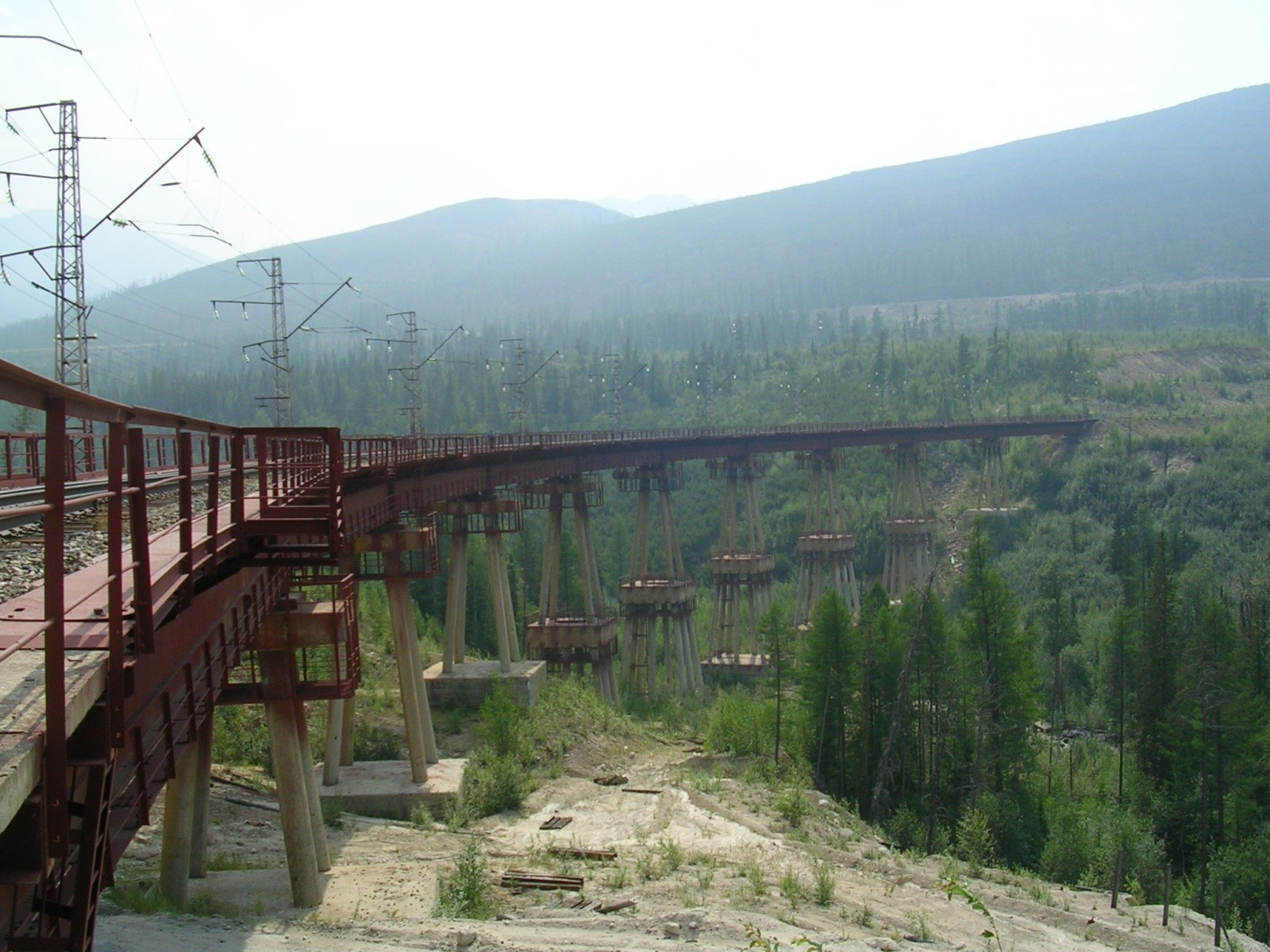
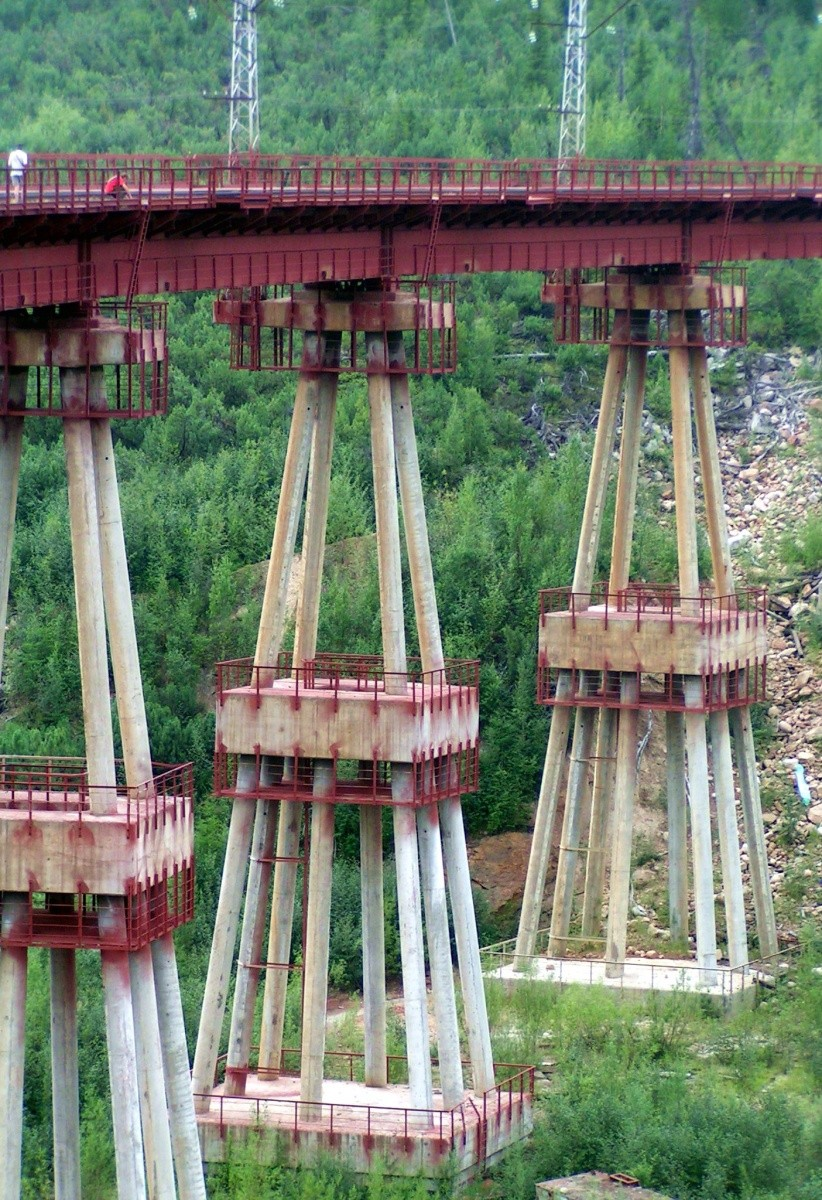
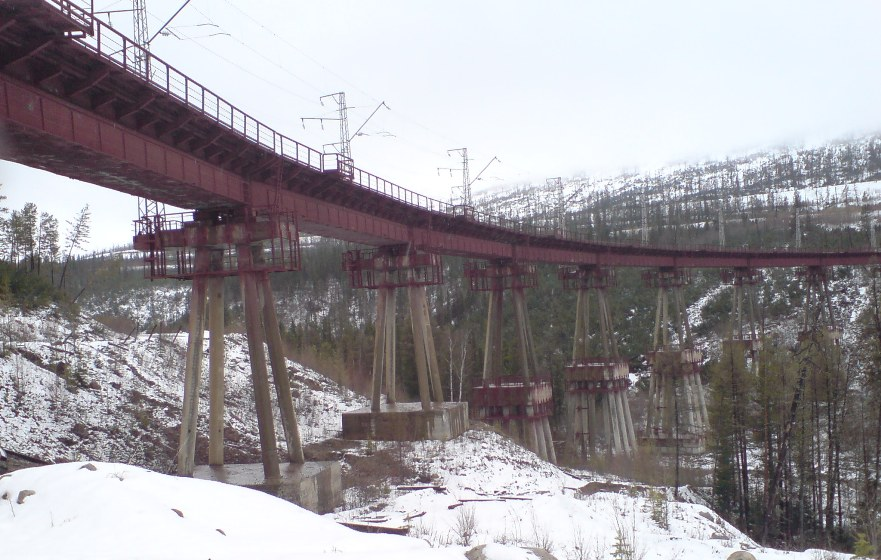

### 2 décembre
Selon l'état-major général des forces armées ukrainiennes, 1 070 militaires russes ont été tués au cours des dernières vingt-quatre heures. Il indique également que les russes auraient perdu depuis le début de l'invasion ; 5 571 chars, 10 385 véhicules de combat blindés, 7 941 systèmes d'artillerie, 913 lance-roquettes multiple, 602 systèmes de défense aérienne, 5 994 drones, 323 avions militaires, 324 hélicoptères, 1 568 missiles de croisière, 23 bâtiments de guerre dont 1 sous-marin, 10 410 véhicules et réservoirs de carburant, 1 138 équipements spéciaux,

### 3 décembre
L’Ukraine publie une vidéo montrant deux soldats ukrainiens, de la  45e bataillon de fusiliers (uk), non armés exécutés par des soldats russes après s’être rendus près du village de Stepove (uk), sur la ligne de front, dans l'oblast de Donetsk,,,. (voir aussi Exécution d'Oleksandr Matsievsky en mars 2023)

### 4 décembre
Un nombre important de groupes de sabotage et de reconnaissance russes sont signalés dans la région de Kharkiv
Le ministère de la Défense britannique estime qu'entre 220 000 et 280 000 soldats russes ont été blessés et environ 70 000 ont été tués et évalue les pertes du groupe Wagner à 40 000 blessés et 20 000 morts.
Selon le gouverneur régional ukrainien, Artem Lyssohor, un drone ukrainien a détruit un dépôt de carburant, à Louhansk
Oleksandr Chtoupoun, porte-parole du Groupe opérationnel Tauride affirme que le groupe de soldats russes qui a exécuté, le 3 décembre, deux prisonniers de guerre ukrainiens dans l'oblast de Donetsk a été éliminé,.
Le ministère des Affaires étrangères népalais indique que six citoyens népalais ont été tués alors qu’ils servaient dans l'armée russe

### 5 décembre
Le ministère de la Défense britannique indique : « Au cours des dernières semaines, les forces russes ont réalisé des avancées insidieuses à travers les ruines de Marïnka. La Russie contrôle désormais probablement la majeure partie de la zone urbanisée. Cependant, les forces ukrainiennes contrôlent encore des poches de territoire à la lisière ouest de la ville. »
La Russie affirme avoir intercepté quarante et une attaques ukrainiennes de drones contre des infrastructures militaires russes en Crimée, utilisées comme sites de lancement des drones Shahed, notamment à proximité du cap Tchaouda, un site utilisé par les Russes depuis le début septembre 2023. Les autres sites utilisés par les Russes sont Ieïsk et Primorsko-Akhtarsk dans la région de Krasnodar et Koursk en Russie

### 6 décembre
À Moscou, l'ancien député prorusse de la Rada, et collaborateur, Illia Kiva, est abattu lors d’une "opération spéciale" du SBU,
C'est à Louhansk, qu'Oleg Popov, député prorusse à l'assemblée régionale de la République populaire de Lougansk et responsable de nombreux bataillons de volontaires russes, est tué dans un attentat à la voiture piégée orchestré par le SBU,

### 7 décembre
L'acteur ukrainien Vassyl Koukharsky (uk) décède, à l'hôpital de Kyïv, des suites de blessures subies, en septembre, lors de combats sur le front.
Les autorités russes affirment avoir arrêté un ressortissant biélorusse accusé d’avoir saboté deux trains sur la ligne principale Baïkal-Amour pour le compte des services de renseignement ukrainiens les 29 et 30 novembre,.

### 8 décembre
L'Ukraine appelle ses citoyens à réduire leur consommation électrique à la suite de la frappe russe sur une centrale thermique.
Le ministère de la Défense britannique indique qu'un avion Soukhoï Su-24M russe a très certainement été abattu par un missile sol-air ukrainien près de l'île des Serpents.

### 9 décembre
Selon l'Institute for the Study War les forces russes ont atteint la station d'épuration au sud de Krasnohorivka, située 5 kilomètres au nord-ouest d'Avdiïvka et gagnent du terrain dans le secteur de Novokalynove, raïon de Pokrovsk (oblast de Donetsk)

### 10 décembre
Le commandant des troupes terrestres ukrainiennes, Oleksandr Syrskyi, concède que la situation dans l'Est est difficile.

### 11 décembre
Après avoir subi 610 tirs d'artillerie au cours des dernières vingt-quatre heures, « les russes lancent des assauts massifs avec le soutien de véhicules blindés dans les directions d'Avdiïvka et de Marïnka »
oblast de Donetsk. Une importante attaque de drones laisse la région d'Odessa sans electricité.

### 12 décembre
Le Président Zelensky est en déplacement aux États-Unis.
Une cyberattaque « massive » provoque des perturbations chez le plus grand opérateur de téléphonie mobile d'Ukraine, Kyivstar, et chez l'une des plus grandes banques du pays, Monobank (en), provoquant la désactivation des systèmes d'alerte aux raids aériens dans les oblasts de Kyïv, de Soumy et Oblast de Dnipropetrovsk. Le groupe de pirates informatiques russe appelé « Solntsepek » dirigé par les services de renseignement militaires russes, revendique l'attaque,.

### 13 décembre
Le ministère de la Défense britannique indique que la Russie a lancé, au moins quinze drones iraniens Shahed depuis la région de Balaklava en Crimée

### 14 décembre
La 104e division aéroportée de la Garde, une unité russe nouvellement réactivée, aurait subi de lourdes pertes dans la région de Krynky (30 kilomètres à l'est de Kherson et à 2 kilomètres du fleuve Dnipro, selon le ministère de la Défense ukrainienne.
Des images de drones ont émergé semblant montrer des soldats russes dans l'oblast de Zaporijjia utilisant des prisonniers de guerre ukrainiens comme boucliers humains alors qu’ils avançaient, en violation des Conventions de Genève qui réglementent le traitement des prisonniers de guerre.

### 15 décembre
La Hongrie bloque le vote de cinquante nouveaux milliards d'euros de dotation à l'Ukraine mais s'absente pour laisser passer l'ouverture des négociations d'adhésion pour la Moldavie et l'Ukraine à l'Union européenne.
Les services de renseignement britanniques estiment qu'une percée russe à Marïnka « est très improbable ».

### 16 décembre
Le gouverneur russe de l'oblast de Koursk, Roman Starovoït, reconnait que des drones ukrainiens sont tombés dans le village de Kroupets, près de la gare de Dmitriev, et dans la zone minière de Jeleznogorsk (oblast de Koursk), ainsi que des drones ont touché une ligne électrique qui alimentait un bâtiment de l'usine Mikhaïlovsky.

### 17 décembre
De nouvelles incursions sur le territoire russe dans l'oblast de Belgorod ; le gouverneur de l'oblast, Viatcheslav Gladkov, confirme qu'il y a des combats autour de Terebreno (à moins de 5 km de la frontière).

### 18 décembre
L'UE s'est mise d'accord pour un douzième train de sanctions contre la fédération de Russie.

### 19 décembre
Le commandant de l'armée de terre ukrainienne, Oleksandr Syrskyï, indique que l'armée russe est en « supériorité » en matière d’armes et d'effectifs autour de Koupiansk, oblast de Kharkiv, et que la situation est « compliquée ».

### 20 décembre
L'armée ukrainienne reconnait que les forces russes ont progressé de 1,5 à 2 kilomètres dans certaines parties du secteur d'Avdiivka au cours des deux derniers mois et affirme que les forces russes ont subi 20 000 pertes et perdu 600 chars et véhicules blindés.
Les médias ukrainiens rapportent que le groupe de pirates informatiques ukrainien « Blackjack » a mené une cyberattaque contre la société russe de distribution d’eau Rosvodokanal (ru).

### 21 décembre
Boris Akounine, romancier russe, est inscrit au registre des personnes « terroristes et extrémistes »,.
| Pertes au 21 décembre 2023 | Pertes au 21 décembre 2023                             | Pertes au 21 décembre 2023 |
| Russie et alliés (13 538)  | Équipements                                            | Ukraine et alliés (4 834)  |
| -------------------------- | ------------------------------------------------------ | -------------------------- |
| 2 567                      | Chars                                                  | 701                        |
| 1 092                      | Véhicules blindés de combat                            | 342                        |
| 3 163                      | Véhicules de combat d'infanterie                       | 792                        |
| 386                        | Véhicules blindés de transport de troupes              | 383                        |
| 50                         | Véhicules blindés de haute protection contre les mines | 190                        |
| 232                        | Véhicules de transport de troupes                      | 398                        |
| 62                         | Postes de commandement et postes de communication      | 18                         |
| 369                        | Véhicules et équipements du génie                      | 100                        |
| 41                         | Systèmes de missiles antichars automoteurs             | 21                         |
| 111                        | Véhicules et équipements de soutien d'artillerie       | 23                         |
| 334                        | Artillerie tractée                                     | 175                        |
| 631                        | Artillerie automotrice                                 | 259                        |
| 323                        | Lance-roquettes multiples                              | 52                         |
| 43                         | Canons antiaériens                                     | 4                          |
| 25                         | Canons antiaériens automoteurs                         | 7                          |
| 191                        | Systèmes de missiles sol-air                           | 129                        |
| 50                         | Radars et équipements de communication                 | 87                         |
| 65                         | Moyens de brouillage radar                             | 5                          |
| 96                         | Aéronefs                                               | 77                         |
| 133                        | Hélicoptères                                           | 36                         |
| 14                         | Drones de combat                                       | 26                         |
| 310                        | Drones de reconnaissance                               | 214                        |
| 6                          | Trains logistiques                                     | -                          |
| 3 012                      | Camions, autres véhicules dont tout-terrain            | 767                        |
| 19                         | Navires de guerre                                      | 27,                        |

### 22 décembre
Une importante centrale thermique ukrainienne de DTEK produisant de l'électricité a subi d'importants dommages à la suite d'une attaque aérienne russe. Cinq-mille terminaux Starlink sont livrés par le gouvernement polonais, pour être répartis entre les infrastructures critiques et les unités en première ligne.
Le commandant de la Force aérienne ukrainienne, Mikola Olechtchouk, affirme que la défense aérienne a abattu trois chasseurs-bombardiers supersoniques russes Su-34, vers Tchaplynka et Kalantchak (oblast de Kherson),.

### 23 décembre

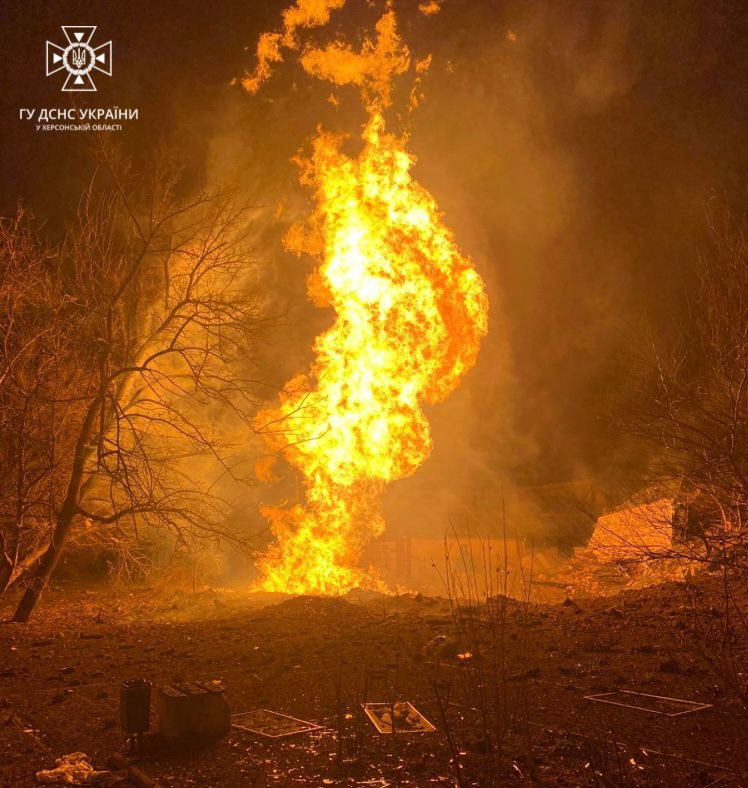
Conduite de gaz touchée par un bombardement russe sur Kherson.

L'armée russe bombarde une infrastructure de Kherson provoquant « une montée en puissance des réseaux de gaz qui a ensuite déclenché un incendie ».
L'état-major ukrainien déclare que « Au cours de la journée du 23 décembre, l'ennemi a lancé 11 missiles et 14 frappes aériennes, 21 attaques MLRS [lance-roquettes multiples] sur les positions des troupes ukrainiennes et sur diverses localités ».
L'ISW, citant des déclarations de la 810e brigade d'infanterie navale russe, affirme que les forces russes ont confirmé avoir utilisé intentionnellement des armes chimiques. Elle confirme qu'elle largue des grenades K-51, remplies en particulier de gaz CS depuis des drones sur les positions ukrainiennes à Krynky  (30 kilomètres à l'est de Kherson et à 2 kilomètres du fleuve Dnipro).

### 24 décembre
À la suite de nombreux bombardements, dix neuf villages ukrainiens de l'oblast de Soumy proches de la frontière, et situés dans les communautés de  Nova Sloboda, de Bilopillia, de Krasnopilska, de Chalyhyne et de Esman ont été évacués.
La Force aérienne ukrainienne affirme avoir abattu 28 des 31 drones Shahed, un missile Kh-59, missile antiradar Kh-31P et avion de chasse russe Su-30 au-dessus de la mer Noire,.
La défense aérienne russe affirme avoir abattu trois chasseurs Su-27 et un bombardier tactique Su-24 ukrainiens

### 25 décembre
Oleksandre Prokoudine, gouverneur de l'Oblast de Kherson, déplore de nombreuses frappes russes sur la ville de Kherson faisant quatre morts et de dégâts sur vingt-six infrastructures civiles, gymnase, écoles, centre de secours affirme Mykola Taranenko, responsable de la Croix-Rouge,.
Accusé d'avoir commis 104 attaques terroristes à l'aide de drones d'attaque, le tribunal Basmanny, à Moscou a pris la décision d'une « arrestation par contumace » à l'encontre du chef du renseignement militaire ukrainien, Kyrylo Boudanov.
Sergueï Choïgou affirme « La localité de Marïnka, située à cinq kilomètres au sud-ouest de Donetsk, a été complètement libérée aujourd'hui ». Le colonel ukrainien Oleksandr Chtoupoun déclare que « c'est incorrect, le combat pour Marïnka, qui est complètement détruite, continue »

### 26 décembre
La Corée du Sud ajoute un nouveau train de sanctions contre la Russie et la Biélorussie en ajoutant six-cent-quatre-vingt-deux objets sur la liste des restrictions.
Le général Valeri Zaloujny, dans une conférence de presse, confirme le besoin d'une nouvelle levée en masse mais réfute avoir donné un chiffre qu'il considère comme une décision politique. Il confirme que les forces ukrainiennes se sont retirées dans la banlieue nord de Marinka.
La Force aérienne ukrainienne affirme avoir détruit le navire de débarquement russe Novotcherkassk dans le port de Feodosiia, en Crimée occupée, lors d'une attaque de missiles par des bombardiers tactiques Soukhoï Su-24 « Fencer », à l'aide de missiles de croisière Storm Shadow,,,.

Le ministre de la Défense russe reconnait des destructions dans le port de Feodosiia. Douze des dix neufs drones iraniens Shahed 136 lancés vers le territoire ukrainien auraient été abattus par la défense, le pont de Crimée a été fermé par le pouvoir russe.

Le navire de débarquement du projet 775 russe Novotcherkassk
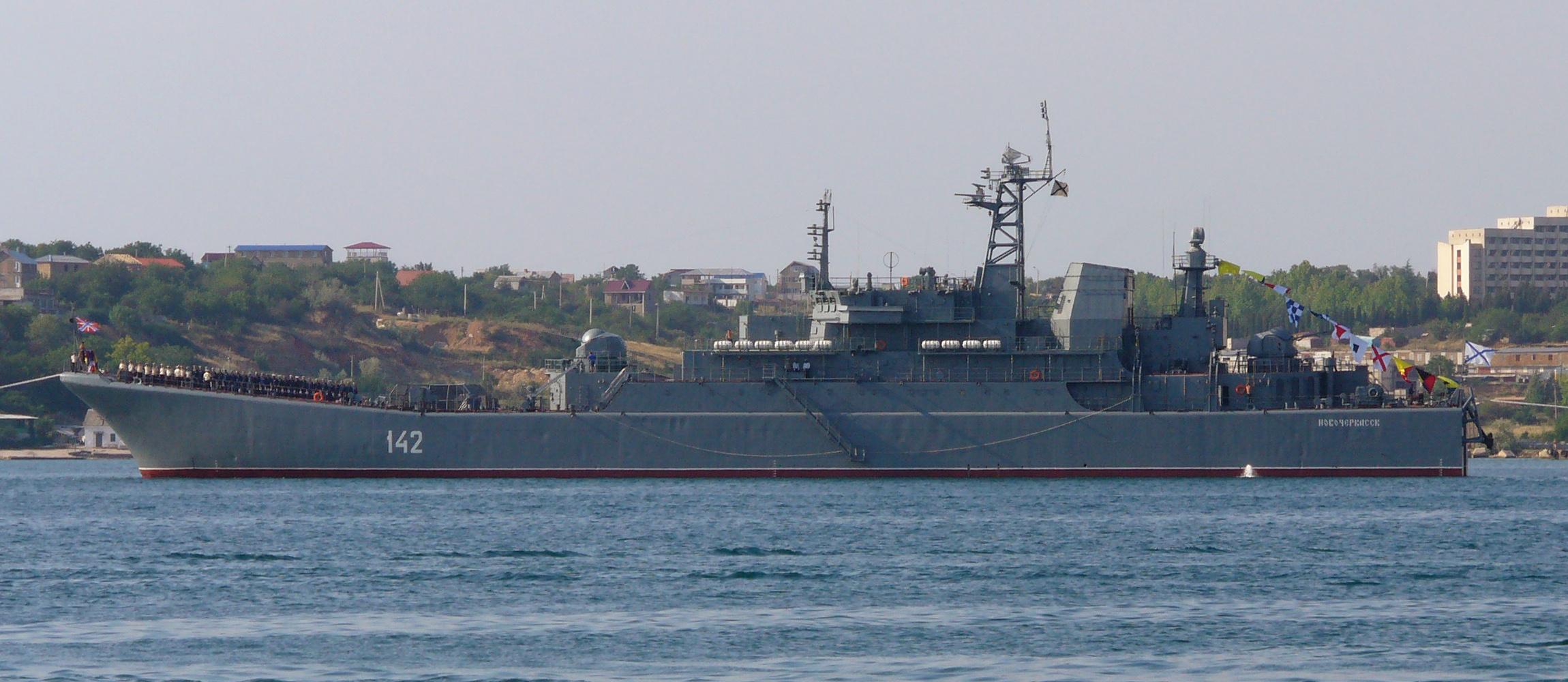

### 27 décembre
Quarante six drones de type "Shahed" ont attaqué l'Ukraine, douze dans la région d'Odessa, trois dans la région de Mykolaïv, deux dans la région de Vinnytsia ont été abattus, mais ont fait deux victimes civiles, un adolescent et une personne décédée lors de son transport à l'hôpital.
L'Ukraine condamne Denis Pouchiline, le chef de la République populaire de Donetsk, à 15 ans d'emprisonnement par contumace pour avoir collaboré avec la Russie et porté atteinte à l'intégrité territoriale de l'Ukraine à la suite de son rôle dans l'organisation du référendum, non reconnu, de la région sur le rattachement à la Russie.

### 28 décembre
Depuis le siège de l'O.T.A.N., Antony Blinken réaffirme le soutien des États-Unis à l'Ukraine avec 250 millions de $ d'armements à acheminer vers ce pays.
Le bureau du procureur ukrainien annonce « Selon l'enquête, en décembre 2023, des militaires de l'armée russe ont capturé trois membres des forces de défense ukrainiennes lors d'un affrontement près du village de Robotyne, dans l'oblast de Zaporijjia. Une heure plus tard, en violation de l'article 3 de la Convention de Genève sur le traitement des prisonniers de guerre, les occupants russes les ont abattus. Des poursuites pénales sont engagées pour violation des lois et coutumes de guerre, ainsi que pour homicides volontaires. »
Le ministre de la Défense britannique, Grant Shapps, estime que la Russie a « induit en erreur » en affirmant que le navire Novotcherkassk avait été « simplement « endommagé », il a clairement été entièrement « détruit » ». Il a également ajouté « Des preuves de sources ouvertes suggèrent qu'il est très probable que le navire transportait une cargaison explosive lorsqu'il a été frappé, provoquant une importante explosion secondaire »

### 29 décembre
Le tribunal de Tverskoï de Moscou condamne les poètes russes, Artem Kamardin (31 ans) à sept ans de prison, Yegor Shtovba (23 ans) à cinq ans et demi de prison et Nikolaï Daineko à quatre ans de prison pour avoir participé à « aux lectures de Maïakovski », une lecture publique contre le conflit en Ukraine,
Environ 110 missiles ont été tirés contre l'Ukraine qui ont fait au moins soixante dix blessés et une dizaine de morts, ces missiles ont une valeur totale de plus d' 1,27 milliard de dollars dont :
- 36 drones d’attaque Shahed-136/131 (Les drones d’attaque iraniens Shahed 136/131, selon des informations de sources ouvertes, coûtent entre 20 500 et 36 720 dollars l'unité)
- au moins 90 missiles de croisière Kh-101/Kh-555/Kh-55 lancés par air (le coût du missile Kh-101 est de 13 millions de dollars, c’est-à-dire que le coût total des missiles tirés est de 1,17 milliard de dollars)
- 8 missiles de croisière Kh-22/Kh-32 (en) (Le coût du missile Kh-22 est estimé à 1 million de dollars, c’est-à-dire que le montant total des missiles tirés est de 8 millions de dollars)
- 14 missiles balistiques S-300/S-400/Iskander-M (Le missile balistique Iskander-M pourrait coûter 3 millions de dollars, le coût total de tous les missiles de ce type est de 42 millions de dollars)
- 5 missiles aérobalistiques Kh-47M2 Kinjal (Le missile hypersonique Kh-47 Kinjal peut coûter à partir de 10 millions de dollars, le coût total de 5 lancements est de 50 millions de dollars)
- 4 missiles antiradars Kh-31P (le coût des missiles Kh-31P et Kh-59 est de 0,5 million de dollars chacun, soit un coût total de 2,5 millions de dollars)
- 1 missile Kh-59.

### 30 décembre
Selon le média ukrainien RBC Ukraine et la BBC, l'Ukraine a frappé des cibles militaires à Belgorod le 30 décembre 2023 en réponse au bombardement russe de villes ukrainiennes la veille. Le ministère des Situations d'urgence russe rapporte la mort de 14 personnes, dont deux enfants, et plus de 100 blessées à Belgorod. Tôt dans la journée, le ministère russe de la Défense déclare avoir détruit des dizaines de missiles et de drones tirés depuis l'Ukraine. Le ministère indique avoir abattu 32 drones dans les régions de Briansk, Orel, Koursk et Moscou. Dans la nuit, 13 missiles ont été détruits au-dessus de l'oblast de Belgorod. Selon le gouverneur de la l'oblast de Briansk, Alexandre Bogomaz, un enfant a été tué lors d'une attaque à Briansk.
Des sources du service de sécurité ukrainien via la BBC et le journal en ligne ukrainien Ukrayinska Pravda attribuent les frappes en Russie aux « actions non professionnelles de la défense aérienne russe, ainsi qu'à des provocations délibérées et planifiées »,. Le ministère russe de la Défense s'est engagé à venger les attaques de Belgorod tout en continuant à attaquer uniquement « les installations militaires et les infrastructures qui leur sont directement liées ». La porte-parole du Kremlin, Maria Zakharova, déclare à l'agence de presse russe TASS que le Royaume-Uni et les États-Unis sont coupables de « l'attaque terroriste » contre Belgorod car ils « incitent le régime de Kiev à mener des actions terroristes ». Elle accuse également de responsabilité les pays de l’Union européenne qui fournissent des armes à l’Ukraine.
La Russie demande une réunion du Conseil de sécurité de l'ONU après la frappe à Belgorod.

### 31 décembre
En réponse à l'attaque de Belgorod, quatre-vingt-dix drones sont lancés par la Russie dans la nuit du 31 décembre au 1er janvier. La porte parole de l'armée ukrainienne déclare que quatre-vingt-sept drones ont été abattus et que l'attaque a fait un mort à Odessa et quatre à Donetsk.
Denis Pouchiline annonce que la même nuit les forces ukrainiennes ont bombardé Donetsk faisant un mort et treize blessés à l'aide de bombes à sous-munitions.

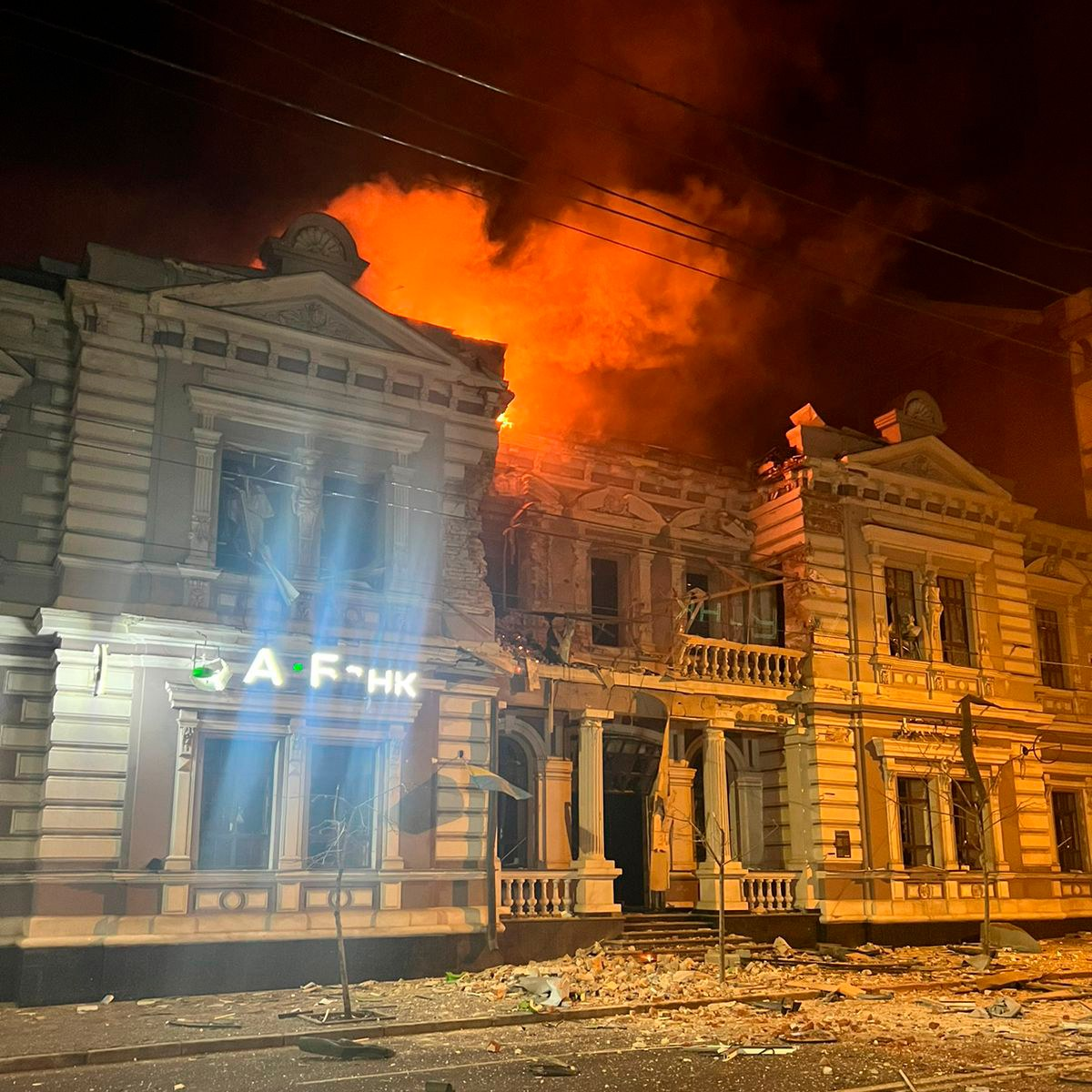
Bâtiment d'une banque, situé au 43 rue Soumska à Kharkiv, (monument architectural de 1901-1903) après l'attaque d'un drone russe dans la nuit du 31 décembre 2023

### Janvier 2024
Pour les événements suivants, voir Chronologie de l'invasion de l'Ukraine par la Russie (janvier 2024).